# عصب وجني صدغي
العصب الوجني الصدغي (بالإنجليزية: Zygomaticotemporal nerve)‏‏ هو عصب يتَفرعُ من العصب الوجني.